# برج رافال
برج رافال هو ناطحة سحاب يقع في العاصمة السعودية الرياض على طريق الملك فهد بحي الصحافة، يبلغ ارتفاعه 308 متر، وعدد الطوابق 62 طابقًا، وتملكه شركة رافال العقارية، وأفتتح في شهر يناير عام 2014م. يحتوي البرج على فندق ماريوت والعديد من المطاعم والنوادي الصحية والقاعات الفخمة والفارهة، وموقعه في حي الصحافة بمدينة الرياض بجانب نادي الشباب السعودي.

## التصميم
صُممت ضاحية برج رافال بتصميم هندسي الفريد للهيكل ليستفيد البرج من استقطاب الضوء الطبيعي بدرجة انحرافية باتجاه الشمال والجنوب 365 يوم بالسنة، وهذا يعني أعلى درجات الأمان بفضل انكسار ضغط الرياح وتحقيق أقل مستوى من دوران الرياح بالأسفل. كما صمم على أن يحوي 7 مصاعد بسرعة عالية (6م/ثانية).

## الجوائز
- جائزة أفضل مشروع عقاري لعام 2010 عن ضاحية برج رافال خلال حفل جوائز الإنجاز العربي 2010، أبوظبي.
- جائزة أفضل مشروع سكنى لعام 2010 عن ضاحية برج رافال من كونستركشن ويك، الرياض.
- جائزة أفضل مشروع عقاري على مستوى الشرق الأوسط لعام 2010 عن ضاحية برج رافال من أربيان بيزنيس، دبي.
- جائزة التميز لأفضل مطور سكني في المملكة العربية السعودية لعام 2011 عن ضاحية برج رافال من IREF، انكلترا.
- جائزة أفضل مشروع عقاري سكني بالمملكة لعام 2011 عن ضاحية برج رافال خلال معرض ريستاتـكس 2011، الرياض.
- جائزة أفضل مشروع عقاري لعام 2011 عن ضاحية برج رافال خلال حفل جوائز الإنجاز العربي 2011، أبوظبي.
- جائزة المشروع الأكثر استدامه لعام 2012 عن ضاحية برج رافال خلال حفل جوائز ندوة البنية التحتية والبناء بالمملكة 2012، الرياض.[3]

## وصلة خارجية
- الموقع الرسمي لبرج رافال